# Národní park Pohoří Tumucumaque
Národní park Pohoří Tumucumaque, portugalsky Parque Nacional Montanhas do Tumucumaque, je největší národní park na území Brazílie. Nachází se na severozápadě země, ve státě Amapá, na samých hranicích Brazílie s Francouzskou Guyanou a Surinamem. Park leží uprostřed Amazonského deštného pralesa. Byl brazilskou vládou vyhlášen 23. srpna 2002. Jeho rozloha je 38 800 kilometrů čtverečních, je tedy větší než kupříkladu Belgie. Jde o největší tropický národní park na světě. Z této pozice sesadil momentem svého vyhlášení konžský národní park Slonga. Území parku je zcela neobydleno lidmi. Je naopak domovem 350 druhů ptáků, osmi druhů primátů nebo 37 druhů ještěrek. Název Tumucumaque v jazyce původních apalačských a wayanských indiánů znamená „kámen na vrcholu hory“.